# Bernadette Leroy
 (avril 2025).
Motif : Très faible notoriété de cette militante et syndicaliste française, dont le seul fait important a été d'être membre du bureau de la Fédération CGT du Textile.
- Archive Wikiwix
- Bing
- Cairn
- DuckDuckGo
- E. Universalis
- Gallica
- Google
- G. Books
- G. News
- G. Scholar
- Persée
- Qwant
- (zh) Baidu
- (ru) Yandex
- (wd) trouver des œuvres sur Wikidata

| 1. | Préciser le motif de la pose du bandeau. | Précisez le motif de la pose du bandeau en utilisant la syntaxe suivante : {{admissibilité à vérifier\|date=avril 2025\|motif=remplacez ce texte par le motif}}                       |
| 2. | Informer les utilisateurs concernés.     | Pensez à avertir le créateur de l'article, par exemple, en insérant le code ci-dessous sur sa page de discussion : {{subst:avertissement admissibilité à vérifier\|Bernadette Leroy}} |

Bernadette Leroy, née le 23 mars 1939 à Sequedin et morte le 13 février 2024 à Lille, est une militante et syndicaliste française.

## Biographie

### Enfance et formation
Elle est née le 23 mars 1939 à Sequedin. Elle est la fille de Marcel Leroy, ouvrier fondeur chez Massey-Harris.

### Carrière
Elle obtint son certificat d’études, poursuivit quelque temps des études dans le secteur de l’habillement puis les interrompit en 1956 par manque d’argent.
En 1956, elle adhère à l’Union des jeunes filles de France et en devint la secrétariat dans le Pas-de-Calais.
En 1964, au 34e congrès de la Fédération CGT du Textile, à Roubaix, Bernadette Leroy est élue à la commission exécutive.
En 1966, elle est élue au bureau de la fédération.
En 1999, à la retraite, elle est élue au bureau de l’union des retraités CGT du Nord.